# Cantonul Lapoutroie
Cantonul Lapoutroie este un canton din arondismentul Colmar-Ribeauvillé, departamentul Haut-Rhin, regiunea Alsacia, Franța.

## Comune
- Fréland
- Labaroche
- Lapoutroie (reședință)
- Le Bonhomme
- Orbey